# Дарлінгтон (містечко, Вісконсин)
Дарлінгтон (англ. Darlington) — місто (англ. town) в США, в окрузі Лафаєтт штату Вісконсин. Населення — 923 особи (2020).

## Демографія
Згідно з переписом 2010 року, у місті мешкало 875 осіб у 329 домогосподарствах у складі 249 родин. Було 349 помешкань
Расовий склад населення:
| - 97,1 % — білих - 0,5 % — корінних американців - 0,5 % — чорних або афроамериканців - 0,2 % — азіатів - 1,3 % — осіб інших рас |

До двох чи більше рас належало 0,5 %. Частка іспаномовних становила 2,1 % від усіх жителів.
За віковим діапазоном населення розподілялося таким чином: 26,1 % — особи молодші 18 років, 59,7 % — особи у віці 18—64 років, 14,2 % — особи у віці 65 років та старші. Медіана віку мешканця становила 40,7 року. На 100 осіб жіночої статі у місті припадало 104,9 чоловіків; на 100 жінок у віці від 18 років та старших — 105,4 чоловіків також старших 18 років.
Середній дохід на одне домашнє господарство становив 77 670 доларів США (медіана — 65 625), а середній дохід на одну сім'ю — 85 790 доларів (медіана — 78 125). Медіана доходів становила 43 750 доларів для чоловіків та 37 708 доларів для жінок. За межею бідності перебувало 15,4 % осіб, у тому числі 25,0 % дітей у віці до 18 років та 6,3 % осіб у віці 65 років та старших.
Цивільне працевлаштоване населення становило 528 осіб. Основні галузі зайнятості: освіта, охорона здоров'я та соціальна допомога — 22,0 %, сільське господарство, лісництво, риболовля — 22,0 %, виробництво — 13,6 %, роздрібна торгівля — 10,4 %.